# Coenobius circumductus
Coenobius circumductus es una especie de  coleóptero de la familia Chrysomelidae.
Fue descrita científicamente en 1997 por Lopatin.